# Мови соке
Мови соке (O'de püt, Zoque, Zoquean) — первинна гілка сім'ї мов корінних народів міхе-соке, поширені на півдні Мексики. Мовами соке розмовляють близько 70 000 представників народу соке. Самоназва народу соке — оде пют.

## Мови
Мови соке можна поділити на три групи:
- Веракрусські соке (галф-соке)
  - Сьєрра-пополукська[en] (сотеапанська соке)
  - Техістепекська пополукська[en]
  - Аяпанська соке (табаська соке)
- Оахакські соке
  - Чималапанська соке[es]
- Ч'япаські соке[en]
  - Копайналанська соке
  - Франсіско-леонська соке
  - Районська соке (діалектний континуум)